# Cayo Samaná

Mapa de las Bahamas

Cayo Samaná es una pequeña isla situada en el centro de las Bahamas. Mide nueve millas de largo (en dirección este - oeste) y entre 1 y 2 millas de ancho. Sus coordenadas geográficas son 23°05′N 73°45′O / 23.083, -73.750.

## Población
Cayo Samaná ha estado deshabitada durante casi toda la historia. Tuvo una población permanente durante la primera mitad del siglo XX, cuyas ruinas son todavía visibles en la parte sur de la isla, cerca del final occidental; pero a día de hoy está deshabitada.

## Ocupación por Cristóbal Colón
En el siglo XIX se afirmó que Samaná pudo ser la isla Guanahani en la que Cristóbal Colón desembarcó el 12 de octubre de 1492. Esta teoría fue abandonada a mediados del siglo XX, cuando Samuel Morison aportó argumentos sólidos que identificaban Guanahani con la isla de Watling (llamada San Salvador hoy día). Sin embargo, la identificación con Samaná fue propuesta de nuevo en 1986 por Joseph Judge de la National Geographic Society. Este punto de vista es muy minoritario hoy día.
Sí que tiene más aceptación la teoría de que Samaná fuese la segunda isla descubierta por los españoles, que Colón bautizó Santa María de la Concepción.
En el mapa de Juan de la Cosa figura una isla llamada Samana cerca de Guanahani.